# Jim Steacy
Jim Steacy, född 29 maj 1984, är en friidrottare från Kanada. Han deltog vid olympiska sommarspelen 2008 och olympiska sommarspelen 2012.